# گوراجوب باباکرم
 گوراجوب باباکرم ، روستایی است از توابع بخش گهواره و در شهرستان دالاهو استان کرمانشاه ایران.

## جمعیت
این روستا در دهستان گورانی قرار داشته و بر اساس سرشماری سال ۱۳۸۵ جمعیت آن (۳۳خانوار) ۱۲۵نفر 
بوده است.